# Portea
Portea (лат.) — род растений семейства Бромелиевые (Bromeliaceae), все виды которого являются эндемиками Бразилии.
Род назван в честь французского естествоиспытателя Marius Porte (?—1866).

## Ботаническое описание
Листья зубчатые, собраны в розетку. Чашелистики более или менее сросшиеся. Лепестки свободные.
Хромосомное число 2n = 50.

## Виды
Род включает 8 видов:
- Portea alatisepala Philcox
- Portea filifera L.B.Sm.
- Portea fosteriana L.B.Sm.
- Portea grandiflora Philcox
- Portea kermesina K.Koch
- Portea nana Leme & H.Luther
- Portea petropolitana (Wawra) Mez
- Portea silveirae Mez